# Tour médiévale de Porto
La tour médiévale, Torre da Rua de D. Pedro Pitões ou Torre da Cidade est une maison-tour médiévale reconstruite, située dans le centre historique de Porto, au Portugal.
La maison-tour, actuellement située sur la Rua de Dom Pedro Pitões, est restée cachée pendant de nombreux siècles parmi les maisons qui existaient alors à l'endroit où se trouve actuellement le Terreiro da Sé. Elle était située à côté des anciennes boucheries, devant la façade principale de la cathédrale de Porto.
Au cours des années 1940, pour tenter de donner plus de dignité à la cathédrale et d'assainir les abords, les vieux blocs sont démolis, exposant la tour médiévale.
Comme il s'agissait d'un exemple typique de bâtiments médiévaux qui conservaient l'apparence d'une forteresse, il a été décidé de le conserver en le déplaçant d'environ 15 mètres de son emplacement d'origine. Le bâtiment a été reconstruit sous la direction de l'architecte Rogério de Azevedo, qui a ajouté un balcon gothique en pierre.
Jusqu'en 1960, le Bureau de l'Histoire de la Ville y était installé. Il sert actuellement d'office de tourisme pour Porto Tours.